# Titánok (televíziós sorozat)
A Titánok (eredeti cím: Titans) 2018-tól vetített amerikai sci-fi-dráma-akciófilm websorozat, amelynek alkotói Akiva Goldsman, Geoff Johns és Greg Berlanti, producere Robert Ortiz. A főszerepekben Brenton Thwaites, Anna Diop, Teagan Croft, Ryan Potter és Curran Walters láthatók. A sorozat zeneszerzői Clint Mansell és Kevin Kiner. A websorozat a Weed Road Pictures, a Berlanti Productions, a DC Entertainment és a Warner Bros. Television gyártásában készült, forgalmazója a Warner Bros. Television Distribution.
A 11 epizódból álló első évad 2018. október 12-től érhető el a DC Universen, míg a 13 epizódból álló második évad 2019. szeptember 6-tól. A DC megújította a sorozatot egy harmadik évadra, ami várhatóan 2020-ban fog megjelenni Amerikában. Magyarországon a sorozat első évadja szinkronosan a Netflixen látható 2019. július 16-tól, míg a második évad 2020. január 10-től érhető el szinkronosan. A Titánokban bemutatott karakterek később megjelentek a DC Universe Doom Patrol című sorozatában, habár a sorozatban külön történetet kaptak. 2023 januárjában kaszálták el a sorozatot.

## Szereplők

### Főszereplők
| Színész                 | Szereplő                                  | Magyar hang     |
| ----------------------- | ----------------------------------------- | --------------- |
| Brenton Thwaites        | Richard "Dick" Grayson / Robin / Éjszárny | Szatory Dávid   |
| Anna Diop               | Koriand'r / Kory Anders / Csillagtűz      | Bánfalvi Eszter |
| Teagan Croft            | Rachel Roth                               | Ruszkai Szonja  |
| Ryan Potter             | Garfield "Gar" Logan                      | Szalay Csongor  |
| Curran Walters          | Jason Todd / Robin                        | Baráth István   |
| Conor Leslie            | Donna Troy / Wonder Girl                  | Nagy Katica     |
| Minka Kelly             | Dawn Granger / Galamb                     | Csondor Kata    |
| Alan Ritchson           | Hank Hall / Sólyom                        | Varga Gábor     |
| Esai Morales (2. évad)  | Slade Wilson / Halálcsapás                | Kőszegi Ákos    |
| Chelsea Zhang (2. évad) | Rose Wilson                               | Csifó Dorina    |
| Joshua Orpin (2. évad)  | 13-as alany / Conner                      | Gacsal Ádám     |

### Mellékszereplők
| Színész                  | Szereplő             | Magyar hang      |
| ------------------------ | -------------------- | ---------------- |
| Rachel Nichols           | Angela Azarath       | Sánta Annamária  |
| Seamus Dever             | Trigon               | Fekete Zoltán    |
| Reed Birney (1. évad)    | Dr. Adamson          | Mertz Tibor      |
| Jeff Clarke (1. évad)    | Apa                  | Péter Richárd    |
| Melody Johnson (1. évad) | Anya                 | Ősi Ildikó       |
| Jeni Ross (1. évad)      | Húg                  | Molnár Ilona     |
| Logan Thompson (1. évad) | Bif                  | Molnár Levente   |
| Iain Glen (2. évad)      | Bruce Wayne / Batman | Epres Attila     |
| Michael Mosley (2. évad) | Dr. Fény             | Czvetkó Sándor   |
| Chella Man (2. évad)     | Jericho              | Joó Gábor        |
| Raoul Bhaneja (2. évad)  | Walter Hawn          | Láng Balázs      |
| Natalie Gumede (2. évad) | Mercy Graves         | Bognár Gyöngyvér |
| Demore Barnes (2. évad)  | William Wintergreen  | Pataki Ferenc    |
| Mayko Nguyen (2. évad)   | Adeline              | Pap Katalin      |

## Epizódok
| Évad | Évad | Epizódok | Eredeti sugárzás    | Eredeti sugárzás   | Eredeti adó      | Magyar sugárzás   | Magyar sugárzás   | Magyar adó |
| Évad | Évad | Epizódok | Évadbemutató        | Évadzáró           | Eredeti adó      | Évadbemutató      | Évadzáró          | Magyar adó |
| ---- | ---- | -------- | ------------------- | ------------------ | ---------------- | ----------------- | ----------------- | ---------- |
|      | 1.   | 11       | 2018. október 12.   | 2018. december 21. |                  | 2019. július 16.  | 2019. július 16.  |            |
|      | 2.   | 13       | 2019. szeptember 6. | 2019. november 29. | 2020. január 10. | 2020. január 10.  |                   |            |
|      | 3.   | 13       | 2021. augusztus 12. | 2021. október 21.  |                  | 2021. december 8. | 2021. december 8. |            |
|      | 4.   | 12       | 2022. november 3.   | 2023. május 11.    | 2023. június 25. | 2023. június 25.  |                   |            |

### 1. évad (2018)
A sorozat fejlesztése 2014. szeptemberében kezdődött. Eredetileg a TNT kábelcsatornára készült volna, ahol 2014. decemberében be is rendelték a pilot epizódot. 2016-ban a forgatás megkezdése előtt a TNT kiszállt a projektből. 2017. áprilisában vált hivatalossá a sorozat mégis elkészül a DC Universe video on demand szolgáltatónál. A Titánok volt a szolgáltató első saját gyártású sorozata.
| Sor. | Év. | Cím                              | Rendező               | Író                                                         | Premier                             |
| ---- | --- | -------------------------------- | --------------------- | ----------------------------------------------------------- | ----------------------------------- |
| 1.   | 1.  | Titánok (Titans)                 | Brad Anderson         | Akiva Goldsman, Geoff Johns és Greg Berlanti                | 2018. október 12. 2019. július 16.  |
| 2.   | 2.  | Sólyom és Galamb (Hawk and Dove) | Brad Anderson         | Akiva Goldsman                                              | 2018. október 19. 2019. július 16.  |
| 3.   | 3.  | Kezdetek (Origins)               | Kevin Rodney Sullivan | Richard Hatem, Geoff Johns, Marisha Mukerjee és Greg Walker | 2018. október 26. 2019. július 16.  |
| 4.   | 4.  | Doom Patrol (Doom Patrol)        | John Fawcett          | Geoff Johns                                                 | 2018. november 2. 2019. július 16.  |
| 5.   | 5.  | Együtt (Together)                | Meera Menon           | Bryan Edward Hill és Gabrielle Stanton                      | 2018. november 9. 2019. július 16.  |
| 6.   | 6.  | Jason Todd (Jason Todd)          | Carol Banker          | Richard Hatem és Jeffrey David Thomas                       | 2018. november 16. 2019. július 16. |
| 7.   | 7.  | Az elmegyógyintézet (Asylum)     | Alex Kalymnios        | Bryan Edward Hill és Greg Walker                            | 2018. november 23. 2019. július 16. |
| 8.   | 8.  | Donna Troy (Donna Troy)          | David Frazee          | Richard Hatem és Marisha Mukerjee                           | 2018. november 30. 2019. július 16. |
| 9.   | 9.  | Hank és Dawn (Hank and Dawn)     | Akiva Goldsman        | Geoff Johns                                                 | 2018. december 7. 2019. július 16.  |
| 10.  | 10. | Koriand'r (Koriand'r)            | Maja Vrvilo           | Gabrielle Stanton                                           | 2018. december 14. 2019. július 16. |
| 11.  | 11. | Dick Grayson (Dick Grayson)      | Glen Winter           | Richard Hatem                                               | 2018. december 21. 2019. július 16. |

### 2. évad (2019)
| Sor. | Év. | Cím                            | Rendező           | Író                                        | Premier                               |
| ---- | --- | ------------------------------ | ----------------- | ------------------------------------------ | ------------------------------------- |
| 12.  | 1.  | Trigon (Trigon)                | Carol Banker      | Akiva Goldsman, Geoff Johns és Greg Walker | 2019. szeptember 6. 2020. január 10.  |
| 13.  | 2.  | Rose (Rose)                    | Nathan Hope       | Richard Hatem                              | 2019. szeptember 13. 2020. január 10. |
| 14.  | 3.  | Szellemek (Ghosts)             | Kevin Tancharoen  | Tom Pabst                                  | 2019. szeptember 20. 2020. január 10. |
| 15.  | 4.  | Aqualad (Aqualad)              | Glen Winter       | Jamie Gorenberg                            | 2019. szeptember 27. 2020. január 10. |
| 16.  | 5.  | Halálcsapás (Deathstroke)      | Nick Gomez        | Bianca Sams                                | 2019. október 4. 2020. január 10.     |
| 17.  | 6.  | Conner (Conner)                | Alex Kalymnios    | Richard Hatem                              | 2019. október 11. 2020. január 10.    |
| 18.  | 7.  | Bruce Wayne (Bruce Wayne)      | Akiva Goldsman    | Bryan Edward Hill                          | 2019. október 18. 2020. január 10.    |
| 19.  | 8.  | Jericho (Jericho)              | Toa Fraser        | Kate McCarthy                              | 2019. október 25. 2020. január 10.    |
| 20.  | 9.  | Jóvátétel (Atonement)          | Boris Mojsovski   | Jeffrey David Thomas                       | 2019. november 1. 2020. január 10.    |
| 21.  | 10. | Bukás (Fallen)                 | Kevin Sullivan    | Jamie Gorenberg                            | 2019. november 8. 2020. január 10.    |
| 22.  | 11. | E.L._.O. (E.L._.O.)            | Millicent Shelton | Bianca Sams                                | 2019. november 15. 2020. január 10.   |
| 23.  | 12. | A Sólyom-imposztor (Faux Hawk) | Larnell Stovall   | Tom Pabst                                  | 2019. november 22. 2020. január 10.   |
| 24.  | 13. | Éjszárny (Nightwing)           | Carol Banker      | Richard Hatem és Greg Walker               | 2019. november 29. 2020. január 10.   |

### 3. évad (2021)
Miután a DC Universe leállt a saját tartalmak gyártásával, a Titánok felkerült a HBO Max kínálatába. A berendelt 3. évad már ott debütált.
| Sor. | Év. | Cím                                                                 | Rendező           | Író                                  | Premier                                |
| ---- | --- | ------------------------------------------------------------------- | ----------------- | ------------------------------------ | -------------------------------------- |
| 25.  | 1.  | Barbara Gordon (Barbara Gordon)                                     | Carol Banker      | Richard Hatem és Geoff Johns         | 2021. augusztus 12. 2021. december 8.  |
| 26.  | 2.  | Vörös Csuklyás (Red Hood)                                           | Carol Banker      | Tom Pabst                            | 2021. augusztus 12. 2021. december 8.  |
| 27.  | 3.  | Hank és Galamb (Hank & Dove)                                        | Millicent Shelton | Jamie Gorenberg                      | 2021. augusztus 12. 2021. december 8.  |
| 28.  | 4.  | Feketetűz (Blackfire)                                               | Millicent Shelton | Stephanie Coggins                    | 2021. augusztus 19. 2021. december 8.  |
| 29.  | 5.  | Lázár (Lazarus)                                                     | Boris Mojsovski   | Bryan Edward Hill                    | 2021. augusztus 26. 2021. december 8.  |
| 30.  | 6.  | Lady Vic (Lady Vic)                                                 | Nick Gomez        | Joshua Levy és Prathi Srinivasan     | 2021. szeptember 2. 2021. december 8.  |
| 31.  | 7.  | 51% (51%)                                                           | Nick Gomez        | Kate McCarthy                        | 2021. szeptember 9. 2021. december 8.  |
| 32.  | 8.  | Otthon (Home)                                                       | Larnell Stovall   | Tom Pabst                            | 2021. szeptember 16. 2021. december 8. |
| 33.  | 9.  | Lelkek (Souls)                                                      | Boris Mojsovski   | Richard Hatem                        | 2021. szeptember 23. 2021. december 8. |
| 34.  | 10. | Zavaros víz (Troubled Water)                                        | Larnell Stovall   | Melissa Brides                       | 2021. szeptember 30. 2021. december 8. |
| 35.  | 11. | A hívás a házból érkezik (The Call Is Coming from Inside the House) | Carol Banker      | Stephanie Coggins                    | 2021. október 7. 2021. december 8.     |
| 36.  | 12. | A tékozló (Prodigal)                                                | Carol Banker      | Jamie Gorenberg és Bryan Edward Hill | 2021. október 14. 2021. december 8.    |
| 37.  | 13. | Lila eső (Purple Rain)                                              | Chad Lowe         | Richard Hatem és Greg Walker         | 2021. október 21. 2021. december 8.    |

### 4. évad (2022-2023)
| Sor. | Év. | Cím                                                  | Rendező          | Író                                                         | Premier                             |
| ---- | --- | ---------------------------------------------------- | ---------------- | ----------------------------------------------------------- | ----------------------------------- |
| 38.  | 1.  | Lex Luthor (Lex Luthor)                              | Nick Copus       | Richard Hatem                                               | 2022. november 3. 2023. június 25.  |
| 39.  | 2.  | May (Mother Mayhem)                                  | Nick Copus       | Bryan Edward Hill                                           | 2022. november 3. 2023. június 25.  |
| 40.  | 3.  | Jinx (Jinx)                                          | Boris Mojsovski  | Jamie Gorenberg                                             | 2022. november 10. 2023. június 25. |
| 41.  | 4.  | A szupermarket (Super Super Mart)                    | Boris Mojsovski  | Tom Pabst                                                   | 2022. november 17. 2023. június 25. |
| 42.  | 5.  | A belső ember (Inside Man)                           | Jen McGowan      | Joshua Levy és Prathi Srinivasan                            | 2022. november 24. 2023. június 25. |
| 43.  | 6.  | TestVér (Brother Blood)                              | Jen McGowan      | Richard Hatem                                               | 2022. december 1. 2023. június 25.  |
| 44.  | 7.  | Caul könnyelműsége (Caul's Folly)                    | Greg Walker      | Melissa Brides                                              | 2023. április 13. 2023. június 25.  |
| 45.  | 8.  | Dick, Carol, Ted és Kory (Dick & Carol & Ted & Kory) | Greg Walker      | Tom Pabst                                                   | 2023. április 13. 2023. június 25.  |
| 46.  | 9.  | Hé, haver, hol van Gar? (Dude, Where's My Gar?)      | Eric Dean Seaton | Történet: Geoff Johns és Ryan Potter Tévéjáték: Geoff Johns | 2023. április 20. 2023. június 25.  |
| 47.  | 10. | Vége a játéknak (Game Over)                          | Jesse Warn       | Bryan Edward Hill                                           | 2023. április 27. 2023. június 25.  |
| 48.  | 11. | Csillagfény projekt (Project Starfire)               | Nick Copus       | Jamie Gorenberg                                             | 2023. május 4. 2023. június 25.     |
| 49.  | 12. | Titánok mindörökké (Titans Forever)                  | Nick Copus       | Richard Hatem                                               | 2023. május 11. 2023. június 25.    |

## Arrowverzum
Hank Hall , Jason Todd , Rachel Roth , Koriand'r / Kory Anders és Dawn Granger cameo erejéig feltűnnek a The CW Arrowverzum crossoverében, a Végtelen világok válságában. A crossover visszamenőleg megalapozza a sorozat világát Föld-9 néven.